# Иван Харитонов
Иван Харитонов (род. 27 апреля 1954 года, Московская область, Ногинск) — латвийский и российский бывший боксёр и преступник, который был осуждён и признан виновным в вымогательстве в составе организованной группы в 1998 году, за что получил в прессе титул «легенды преступного мира».

## Биография
Иван Харитонов родился в Московской области, Ногинске 27 апреля 1954 года. Про раннее детство нет информации. Приехав в Ригу, в 11 лет он начал тренироваться у тренера по боксу Иварса Зунде. Иван тренировался у Зунде несколько лет и добился немалых успехов, завоевав призовые места на матчах Всесоюзного спортивного общества. 
Подростком Ивана судили за драку на дискотеке, где потерпевшим был признан сын крупного «управляющего портом». Ивану грозила статья УК за хулиганство, совершенное с особой жестокостью. Мать потерпевшего пыталась добиться максимального срока наказания. Зунде разыскал судью и высказал опасения по поводу возможной предвзятости дела. Судебное следствие установило, что потерпевший был пьян и сам спровоцировал конфликт. Ивана приговорили к трем годам условно. Этот случай едва не поставил крест на всех планах Харитонова.
В 1973 году Харитонов пытался поступить в Латвийский институт физкультуры и спорта, но провалил конкурс. Благодаря тренеру, который пытался защитить студента с помощью известных педагогов, Ивана приняли в институт, но только в качестве слушателя. Примерно через полгода было возбуждено новое дело, и тогда Харитонова осудили на восемь лет. Зунде считал, что у Ивана был бы совсем другой путь, если бы ему удалось поступить в институт. 

### Преступления и наказание
В начале 1990-х годов Харитонов уже был трижды судим за хулиганство. Харитонов и его сообщник Геннадий Валагин были соучредителями фирмы «Brih», директором которой был Григорий Бобович. Фирма занималась торговлей топливом и задолжала государству 168 тысяч латов из-за неуплаченных налогов. Бобович бежал в Швецию, которая отказалась его выдать, поскольку он получил ее гражданство. Харитонов также владел компаниями «Tess AB», «Nova Lada», «AVV» и другими.
27 апреля 1994 года, в день 40-летия Харитонова, сотрудники правоохранительных органов арестовали его по подозрению в вымогательстве. Генеральный прокурор Янис Скрастиньш в то время называл его «королем рэкета». Вскоре депутат Рижской думы Юрис Добелис и другие видные деятели подготовили письмо с просьбой об освобождении Харитонова, за что Добелиса позже иногда называли «почтальоном Харитонова». Письмо также подписали другие видные деятели. Через месяц после ареста Харитонова на улице Lāčplēša был взорван Владимир Дукатс вместе с несколькими другими людьми, поскольку Дукатс дал показания полиции против Кароля Лесинского, владельца «Lolo Pub» и ресторана «Lolo Pizzeria», и Александра Киселя, члена группировки Харитонова.
После протеста прокуратуры, дело Харитонова пересмотрели. На скамье подсудимых оказалось семь человек: Харитонов, Геннадий Валягин, Александр Коробейко, Руслан Бурлай, Сергей Азюковский, Владимир Горшанов и Сергей Коризно. Еще шестеро участников находились в розыске. Одним из самых ценных свидетелей на суде был Геннадий Тованцев, который в 1993 году оказался в серьезном финансовом затруднении с долгами в 2 миллиона долларов. Тованцев обратился к бывшему министру внутренних дел Зиедонису Чеверсу, заявив, что мафия хочет разрушить его бизнес. В январе 1994 года его арестовали по подозрению в вымогательстве 2 миллионов долларов у президента SIA «Domenikss» Адольфа Садаускаса. После трех месяцев тюрьмы Тованцев согласился дать показания против Харитонова. Прокуратура возбудила дело против Харитонова исключительно на основании показаний Тованцева. Вскоре ключевой свидетель исчез из своего дома, который охранялся мобильным отрядом полиции, но спустя три года он явился на суд, чтобы дать показания против Харитонова. 
В 1997 году Харитонов был признан виновным только по одному из эпизодов, представленных в обвинительном заключении: вымогательство денег у президента компании «Dukāts» Владимира Дуката, принуждение потерпевшей к даче ложных показаний и использование поддельных документов, когда Харитонов использовал свидетельство о рождении своей матери для незаконного получения гражданства Латвии. С учетом уже проведенного в тюрьме времени в ходе предварительного следствия Иван был освобожден.
29 мая 1998 года Верховный суд признал Харитонова виновным в вымогательстве в составе организованной группы вместе с Геннадием Валягиным, Александром Коробейко и Русланом Бурлаем. Ему также была назначена конфискация имущества, однако после вынесения приговора выяснилось, что у Харитонова нет никакого имущества. Имущество было зарегистрировано на родственников или доверенных лиц. Поэтому приставам нечего было описывать в квартире по адресу ул. Маскавас. Уголовное дело состояло из более чем 20 томов, но обвинительное заключение заняло 150 страниц.

### После освобождения из тюрьмы
10 мая 2001 года Харитонов был освобожден из тюрьмы, отсидев три четверти своего восьмилетнего срока. Он основал собственный боксерский центр, начал спонсировать соревнования, содержал спортивный клуб «Latvijas Boksa centrs» в Олайне, а также посетил международный музыкальный конкурс «Новая волна».